# Amhares

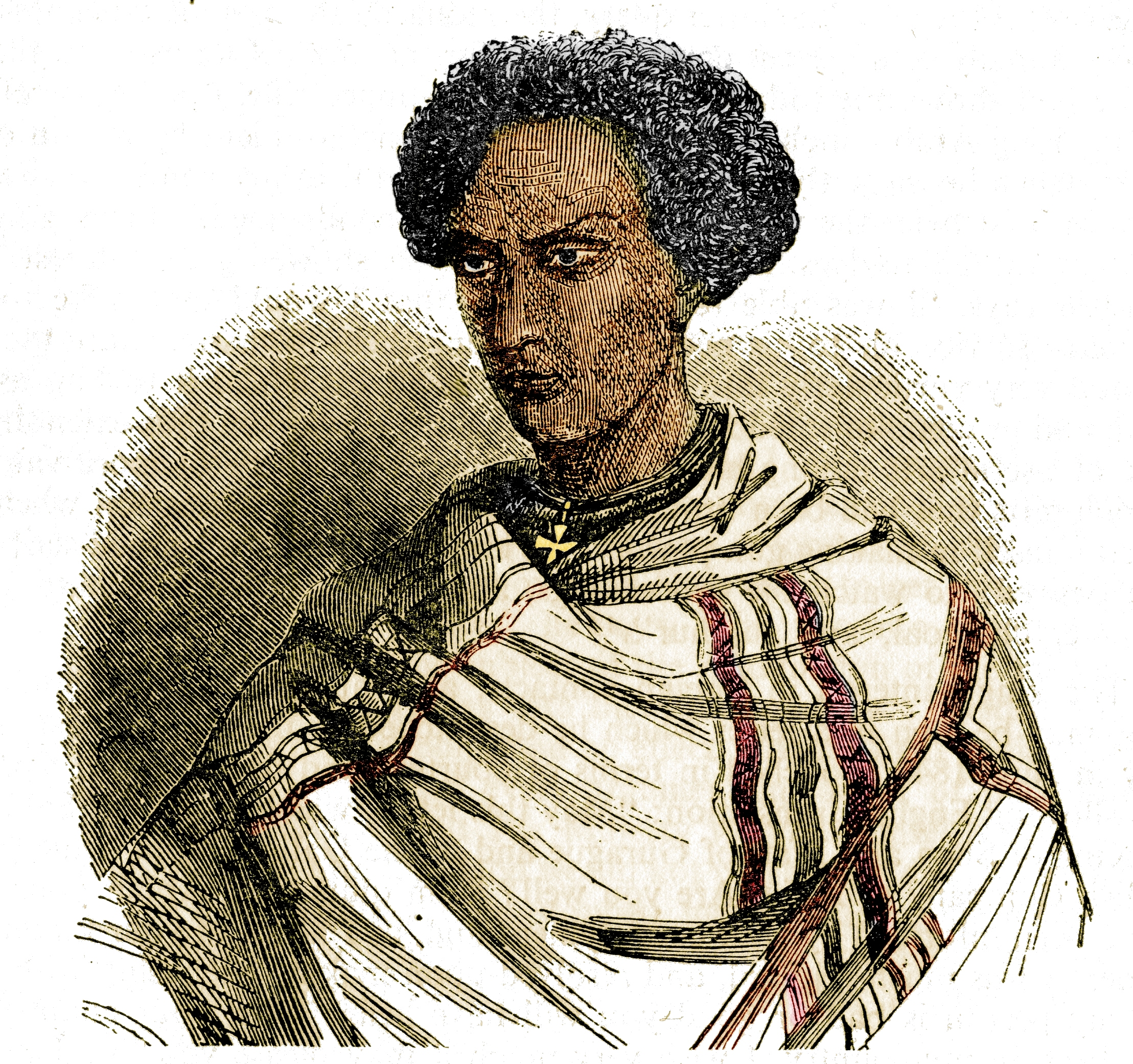
Rei Sahla Selassie

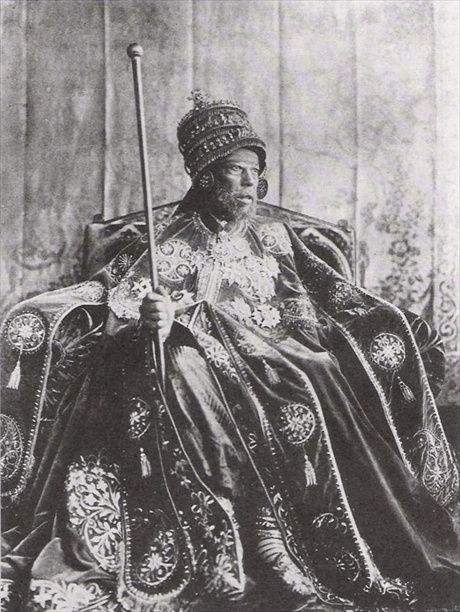
Menelik II

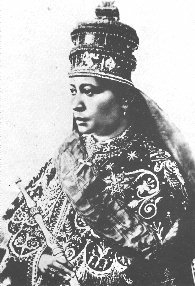
Zewditu

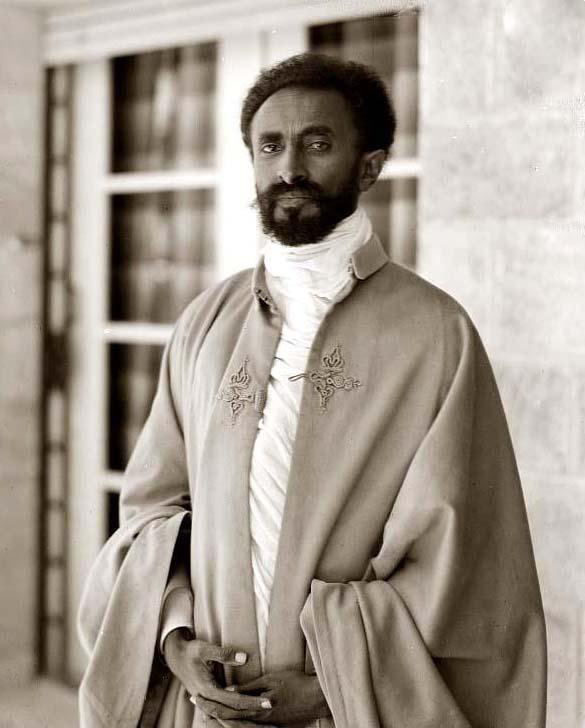
Haile Selassie

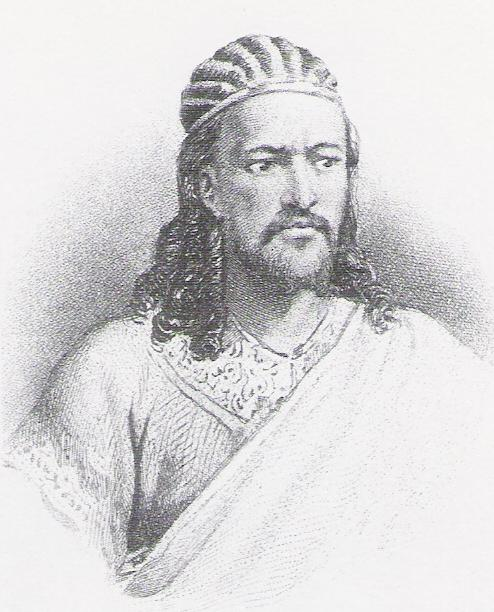
Tewodros II d'Etiòpia

Els amhares (gueez: አምሐራ) són un grup ètnic que habita les muntanyes centrals d'Etiòpia. Són a l'entorn dels vint milions i formen un 26% de la població de l'estat segons el cens nacional de 2007. Parlen amhàric, una llengua afroasiàtica, que és la llengua de treball de les autoritats federals d'Etiòpia.

## Etimologia
La derivació del nom "amhara" és discutit; segons alguns ve de la paraula amari, i significa 'complaent, agradable, bonic i graciós' (també mehare, 'graciós', conté m-h-r, arrel comuna amb el verb 'assabentar-se'), mentre que alguns historiadors etíops com Getachew Mekonnen Hasen diuen que és un nom ètnic connectat amb els himiarites. Encara altres diuen que es deriva del gueez, significa 'gent lliure' (del gueez ዓም ʿam: significa 'gent', i ሓራ h.ara, significa 'lliure' o 'soldat'), encara que altres, com Donald Levine, han desestimat això, que consideren una etimologia popular sense base. En el fons, tanmateix, el nom per a la llengua i l'ètnia deriva de la província medieval d'Amhara, situada a l'Etiòpia central, a la moderna regió Amhara i abans a la província pre-1995 de Wollo.

## Agricultura
Aproximadament un 90% de l'amhara és rural i fa la seva vida cultivant la terra, principalment a les terres altes etiòpiques. Abans de la Revolució etiòpica de 1974 els terratinents absents mantenien un control estricte sobre els seus masovers i mitgers, sovint permetent-los acumular deute. Després de 1974, els amos de la terra es canviaren per oficials del govern municipal, que van tenir un paper similar.
L'ordi, blat de moro, mill, blat, melca i tef, junt amb mongetes, pebrots, cigrons, i altres verdures, són les collites més importants. En les terres altes una collita per any és normal, mentre que en les planes en són possibles dues. El bestiar, ovelles, i cabres també s'hi crien.

## Religió
La religió predominant dels amhares durant segles ha estat el cristianisme, amb l'Església ortodoxa etíop jugant un paper central en la cultura del país. Segons el cens de 1994, un 81,5% de la població de la regió Amhara (que és amhara en un 91,2%) era etiòpic ortodox; 18,1% eren musulmans, i un 0,1% eren protestants (localment "P'Ent'ay"). L'Església ortodoxa etiòpica manté llaços propers amb l'Església ortodoxa copta d'Egipte. Pasqua i Epifania en són les celebracions més importants, marcades amb serveis religiosos, fent un banquet i ballant. Hi ha també molts dies de dejuni durant l'any, quan es poden menjar només verdures o peix.
Els matrimonis s'arrangen sovint: els homes es casen cap a una edat d'entre els 18 i els 22 anys. Tradicionalment es casaven amb noies joves d'uns 14, però sota Haile Selassie l'edat mínima es va elevar als 18 anys. Els matrimonis civils hi són comuns, així com els religiosos. Després d'un casament a l'església el divorci es desaprova. Cada una de les dues famílies ofereix un tiberi de casament separat, just després de la cerimònia del matrimoni. Posteriorment un sacerdot visita la nova família per beneir l'infant si s'escau. La mare i el seu nen romanen a casa durant 40 dies després del naixement per recuperar la força física i emocional. Un infant és batejat en el 40è dia i al 80è dia per a una noia, anant a l'església per al baptisme.

## Art
L'art etiòpic és caracteritzat per pintures religioses. Un dels trets més notables d'aquests són els ulls grans dels personatges, que són normalment figures bíbliques.

## Història
Certes tribus de llengües semítiques van fundar el Regne d'Axum, especialment els habesh (habesha), fa més de dos mil anys; aquest regne es va expandir per abraçar el que és ara Eritrea i Etiòpia del Nord, i de vegades, porcions del Iemen i el Sudan. Els amhares van heretar la tradició religiosa i monàrquica d'Axum, igual que els tigrinyes.
La regió ara coneguda com a "Amhara" en l'era feudal es componia d'unes quantes províncies amb més o menys autonomia, que incloïa Gondar (Begemder), Gojjam, Wollo i Shewa.
En algun moment en l'alta edat mitjana, l'amhàric i el tigrinyà es començaren a diferenciar. Els senyors de la guerra amhares sovint competien per la dominació del regne amb senyors tigranyes. Mentre que moltes branques de la dinastia imperial eren de l'àrea de parla amhàric, una quantitat substancial era de Tigray o Tigre. Els amhares semblava que guanyaren la partida amb l'accessió de l'anomenada línia de Gondar de la dinastia imperial al començament del segle xvii. Tanmateix aviat van caure en una etapa semianàrquica anomenada Zemene Mesafint ("Era dels prínceps" o dels jutges), en la qual senyors de la guerra rivals lluitaven pel poder i els Yejju Oromo, que feien de regents (inderase), tenien el control efectiu, mentre que els emperadors eren sobirans nominals sense poder. El tigranyes només van fer un breu retorn al tron en la persona de Yohannes IV, la mort del qual el 1889 va permetre retornar el poder des de la província de Shoa, de parla amhàric.
Els amhares van contribuir amb molts governants durant segles. Els últims inclouen Haile Selassie, que era d'ascendència mixta: la mare d'Haile Selassie era pel seu pare oromo i per la mare gurage, mentre el seu pare era pel pare oromo i per la mare amhara. Consegüentment se l'hauria considerat oromo en una societat patrilineal, i se l'hauria vist com a gurage en una de matrilineal, però, en general, Haile Selassie fou considerat com amhara, ja que era el llinatge reial de la seva àvia paterna, pel qual venien els seus drets d'ascendir al tron imperial.
Una font possible de confusió per a això prové del maletiquetatge de tots els parlants d'amhàric com "amhares", i el fet que molta gent d'uns i altres grups ètnics tingui noms amhàrics. Una altra n'és el fet que la majoria dels etíops puguin localitzar la seva ascendència en grups ètnics múltiples. De fet, l'últim emperador, Haile Selassie, sovint era vist com un membre de l'ètnia gurage a causa de la seva ascendència, i l'emperadriu, Itege Menen Asfaw d'Ambassel, era en part gran d'ascendència oromo. L'ús expandit de la llengua amhàrica resultava principalment perquè era la llengua de la cort, i s'adoptava gradualment per molts grups inconnexos, que llavors eren anomenats amhares sense considerar el seu origen ètnic.

## Validesa d'estatus de grup ètnic
Fins a l'últim quart del segle xx, "amhara" només s'utilitzava per referir-se a l'amhàric, la llengua, o bé a la província medieval situada a Wollo. Encara avui, la majoria de les persones etiquetades per persones de fora com "amhara", es refereixen a si mateixos simplement com "etiòpics", o pel gentilici de la seva antiga província (per exemple gojjamé, els de Gojjam). Segons l'etnògraf etíop Donald Levine, "els parlants d'amhàric de l'antiga província de Shoa es consideren més propers als habitants de la província que no parlen amhàric que als que el parlen en altres províncies com Begemder (Gondar)". Els parlants d'amhàric tendeixen a ser un "grup supraètnic" compost per diverses soques." Takkele Taddese descriu l'amhara de la manera següent:
 Es pot així dir que l'amhara existeix en el sentit de ser una barreja de soques, un supraètnic conscient etíop ètnic que serveix com l'olla en la qual se suposa que tots els altres grups ètnics es fonen. La llengua, amhàric, serveix del centre d'aquest procés de fusió encara que és difícil concebre una llengua sense l'existència d'un grup ètnic clar corresponent que el parla com a llengua materna. L'amhara no existeix, tanmateix, en el sentit de ser un grup ètnic clar que promou els seus propis interessos i que avança la filosofia i ideologia d'Herrenvolk com ha estat presentat pels polítics d'elit. El principi bàsic dels que afirmen l'existència de l'amhara com a grup ètnic clar, és que l'amhara s'hauria de desplaçar de la posició de supremacia i cada grup ètnic s'hauria d'alliberar de la dominació amhara per tenir igual estatus amb tots els altres. Aquest sentit d'existència amhara es pot veure com a mite. 

## Gent notable amhara
- Sahle Selassie, rei d'Etiòpia a Shoa (1813–1847)
- Menelik II, Nəgusä Nägäst d'Etiòpia des de 1889
- Nigist Zewditu, filla de l'emperador Menelik II
- Haile Selassie, emperador d'Etiòpia
- Tewodros II, emperador d'Etiòpia des de 1855
- Fikre Selassie Wogderess, primer ministre de la República Popular i Democràtica d'Etiòpia (PDRE) del 10 de setembre de 1987 al 8 de novembre de 1989
- Genet Zewde, que fou ministre d'Educació d'Etiòpia
- Paulos Gnogno, artista
- Afewerk Tekle, artista
- Aster Aweke, artista